# J-krokslift

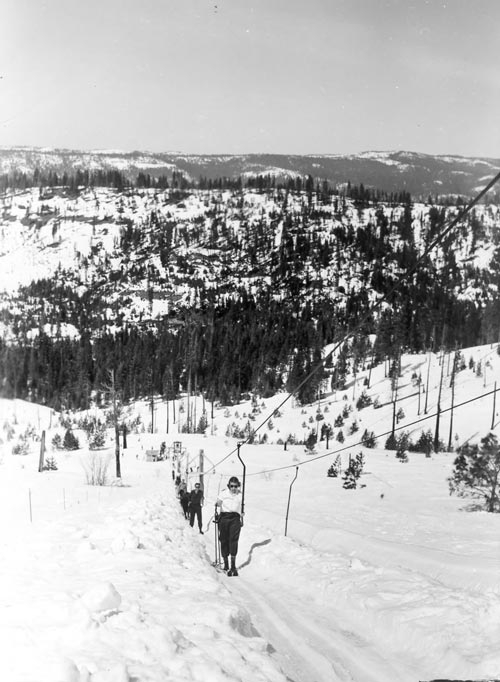
En J-krokslift i Kalifornien.

J-krokslift är en typ av skidlift (släplift) som uppfanns till transport av utförsåkare, och världens första exemplar uppfördes i Schweiziska Davos 1934. Idag förekommer lifttypen mycket sällan i användning, då den istället har blivit ersatt av T-bygelliften som har dubbla kapaciteten till nästan samma pris. Namnet J-krokslift kommer från formen på bygeln som ser ut som ett J, men kan även anses som L-formad och således kallas "L-krokslift", och dessa kan liksom knapplift bara transportera en passagerare åt gången.